# Зелені тіні, Білий кит
Зелені тіні, Білий кит (англ. Green Shadows, White Whale) – автобіографічний роман американського письменника Рея Бредбері, опублікований у 1992 році видавництвом Knopf.

## Історія створення
В основі роману – піврічне перебування Р. Бредбері в Ірландії у 1953 році, на запрошення режисера Джона Г’юстона задля роботи над сценарієм фільму «Мобі Дік». 
За словами автора, до роботи його спонукали три причини: «… любов до Германа Мелвілла  з його китом; благоговіння перед генієм Джона Г’юстона…і… розуміння того, як мало кому в світі трапляється така щаслива нагода ».

## Сюжет
Тридцятирічний письменник, від особи якого ведеться розповідь, прибуває до Ірландії для співпраці із відомим режисером, що полягає у створенні сценарію за мотивами роману Германа Мелвіла «Мобі Дік».
Прямуючи до Кілкока автор потрапляє у паб під назвою «У Гербера Фінна» та знайомиться з його відвідувачами. Із розмов із ними, йому стають відомі історії лорда Кілготтена, через поведінку якого місцеві мешканці відмовились від своїх руйнівних задумів, та візиту Бернарда Шоу до пабу і його промову, яка змусила безтурботних відвідувачів замислитися над сенсом життя.
Давня знайома, власниця замку Грінвуд, розповідає містичну історію про пожежу, якою, на її думку, замок знищив сам себе, аби очистися від гріхів його мешканців, але згодом був відтворений. 
Ці та інші історії допомагають авторові краще зрозуміти Ірландію та ірландців під час роботи над сценарієм. До того ж, розповідь про блукаючи духи померлих, якою режисер мав на меті розіграти свого сценариста, надихає його на оповідання «Банші», яке він створює протягом двох годин.
Зрештою письменник завершує сценарій та покидає Ірландію.

## Сприйняття
За рецензією, викладеною виданням Kirkus reviews, роман «Зелені тіні, Білий кит» – «…тріумф Бредбері. Він ніколи не писав краще».